# Haan op zuil
Haan op zuil is een zandsteen sculptuur in het Westerpark in Amsterdam-West.
Het is een klassiek aandoend beeld van Han Rädecker. Over de achtergrond is weinig bekend. De beeldhouwer zou de opdracht in 1955 hebben gekregen; het beeld werd in de nazomer van 1958 geplaatst. Het was het eerste beeld dat in het park, daarna zouden er meerdere volgen. Rädecker kwam met een haan (destijds populair binnen de beeldenwereld) die vecht tegen slangen. Buitenkunst Amsterdam refereert aan een gedicht van Simon Mulder, waarin de haan staat voor het geloof en de slang als weergave van het kwaad. Haan en slang bevinden zich op een voetstuk, dat op een sokkel staat van vier hardstenen blokken. Het geheel is op een betonplaat verankerd.